# Jambi (ciutat)
Jambi és una ciutat d'Indonèsia, capital de la província de Jambi, a l'illa de Sumatra. La ciutat té un port fluvial al Batang Hari. És un centre de producció d'oli i goma. El 2021 tenia 621.365 habitants.
Està a 26 km de les ruïnes de Muaro Jambi, una ciutat important de l'antic regne de Srivijaya.

## Divisió administrativa
Està dividit en 11 districtes i 62 barris urbans.
- Kota Baru
- Alam Barjo
- Jambi Selatan
- Paal Merah
- Jelutung
- Pasar Jambi
- Telanaipura
- Danau Sipin
- Danau Teluk
- Pelayangan
- Jambi Timur